# Морское сражение

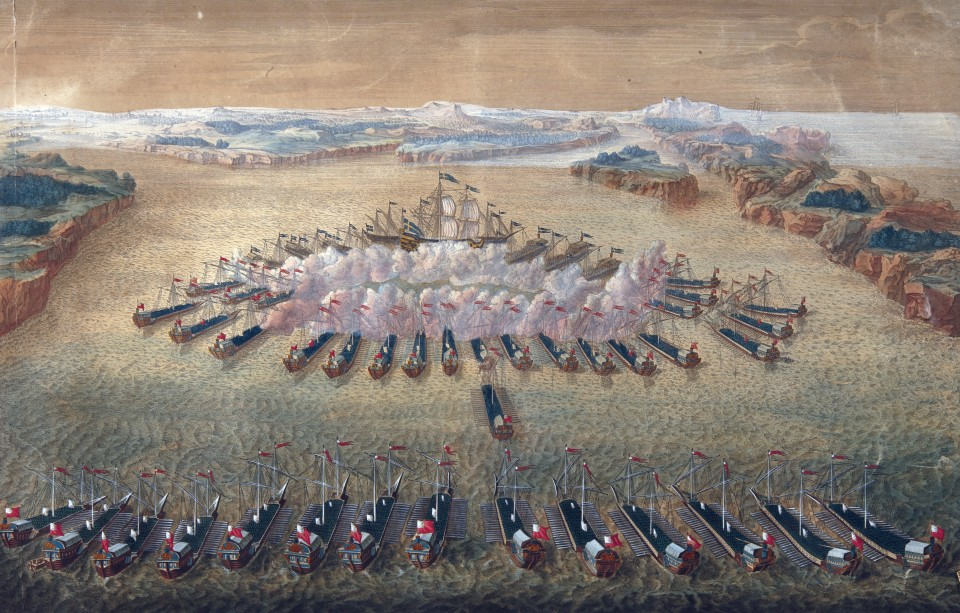
Гангутское сражение, гравюра Маврикия Бакуа.

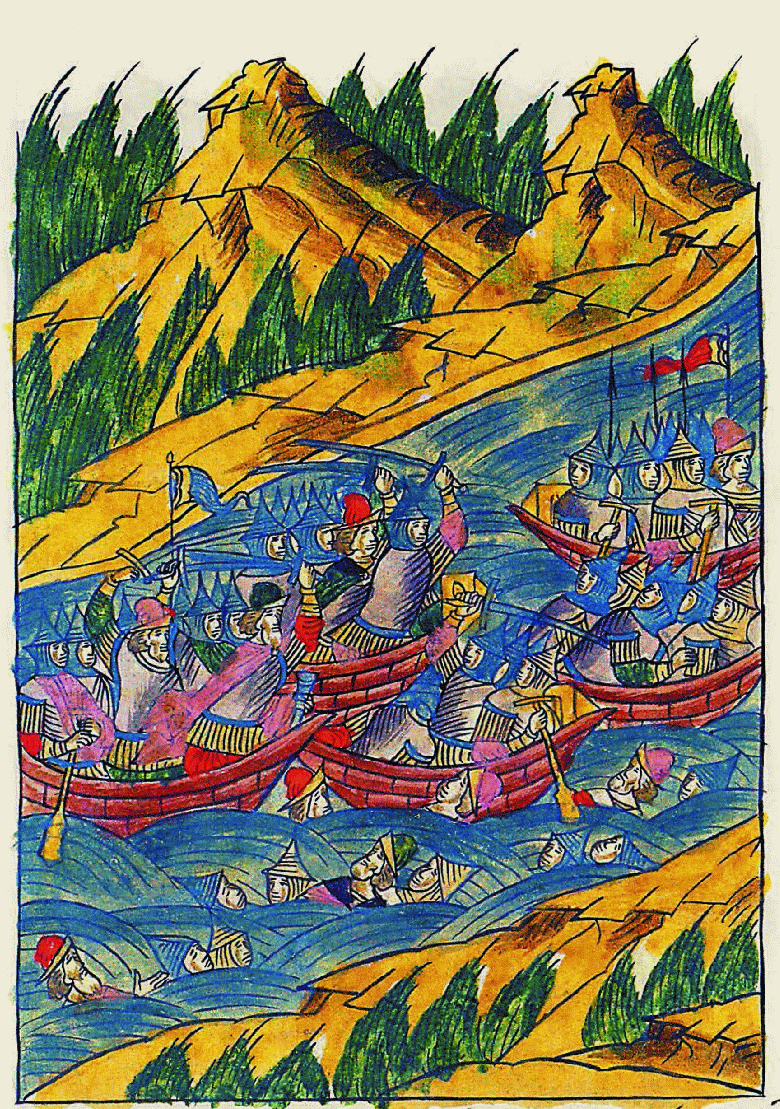
Сцена сражения на Волге из Лицевого летописного свода, XVI век

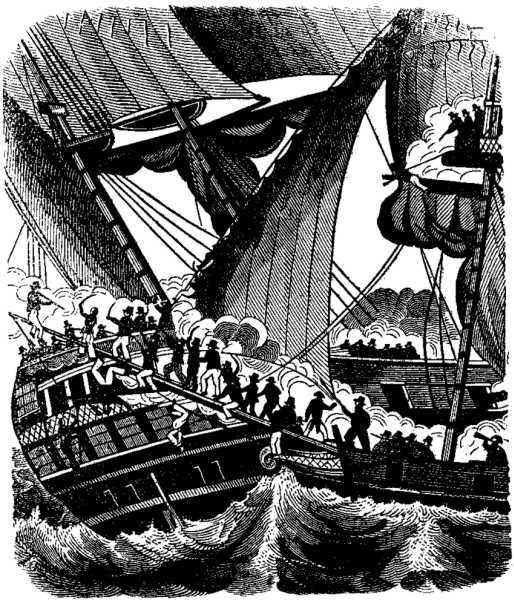
Абордаж

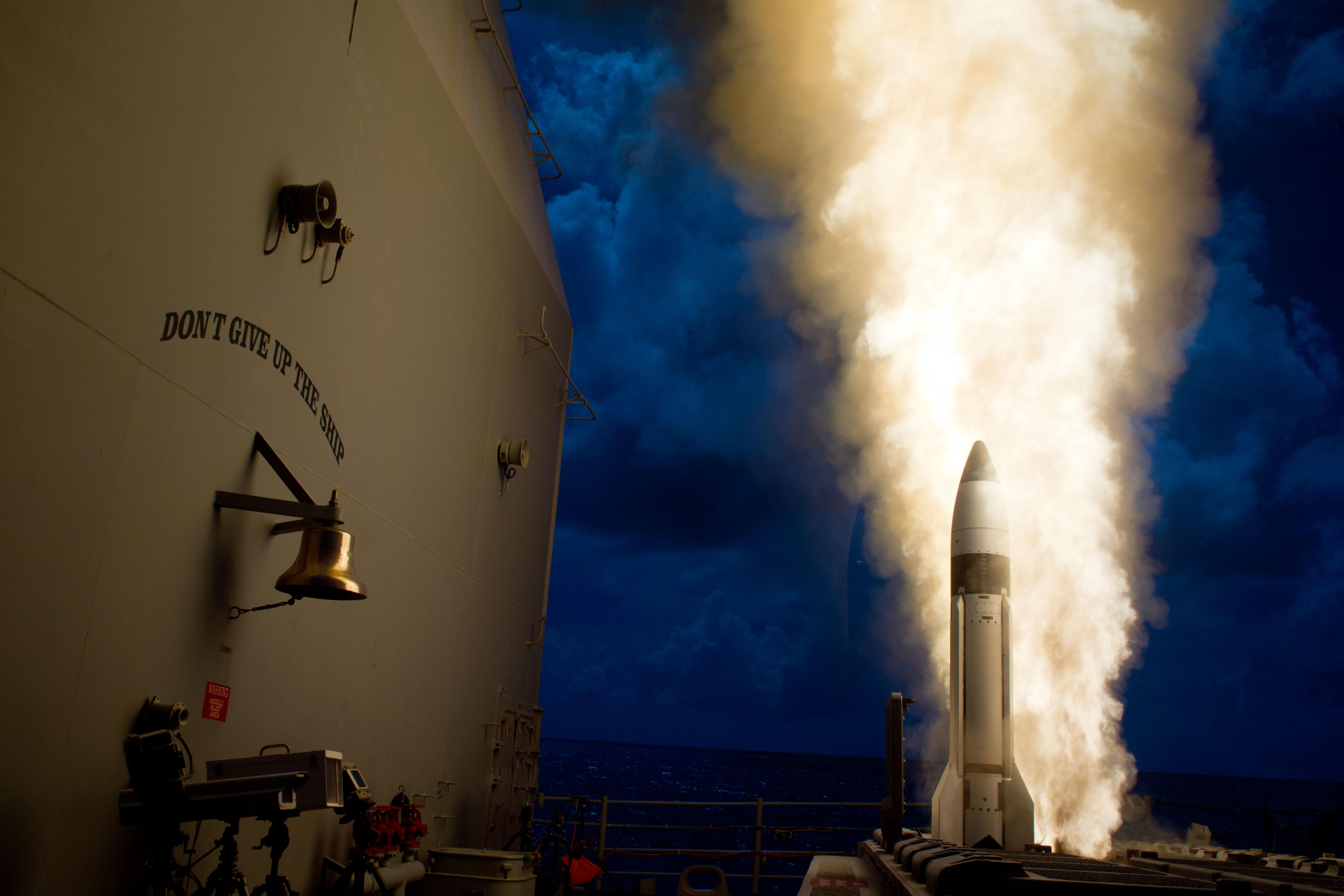
Пуск ракеты с корабля ВМС США «Lake Erie»

Морско́е сраже́ние (Maritimum bellum) — военное столкновение (сражение) соединений кораблей, имеющее главной целью уничтожение неприятеля (противника) либо стремление помешать ему выполнить свою боевую задачу.
Целый ряд значительных морских сражений вошёл в историю как важные поворотные точки в противостояниях великих держав. Нередко в них решающими являлись новые технологии кораблестроения, тактики и оперативного искусства.

## История
В истории развития цивилизации образовывались города-государства (государства). Для захвата ими новых территорий, были образованы военные силы, сначала земные (сухопутные), а затем, по мере развития технологий, и водные (речные, морские и так далее), появилось морское дело. Так в многовековой военной истории началось и история морских войн. Первые морские войны отображённые в истории состоялись в бассейне Средиземного моря между древними греками и персами, а позже древним Римом (республикой и империей) с народами Ближнего Востока и Северного побережья Африки. 
В этот период истории флоты древних государств обычно состояли из большого числа небольших деревянных гребных кораблей, которые служили, главным образом, средством для передвижения войск по воде, высадке на берег и участия их в боях на земле, например Плавная рать. Позже военная мысль позволила создать корабли которые могли вести боевые действия (морской бой) на воде. 
В морской тактике появились тараны, корабли с войнами таранили друг друга и обстреливали из луков, и абордажи, когда они сцепляясь крюками или специальными помостами, и на них происходил рукопашный бой. Постепенно морские бои развились до сражений и битв, которые предрешали исход всей компании или войны между государствами.

## Некоторые известные морские сражения
Ниже представлены некоторые известные морские сражения:
- Выборгское морское сражение[4][5];
- Гангутское сражение[6];
- Сражение при Гренгаме[7][8];
- Чесменское сражение;
- Первое Роченсальмское сражение;
- Второе Роченсальмское сражение;
- Сражение у мыса Тендра;
- Сражение при Калиакрии;
- Синопское сражение;
- Цусимское сражение;
- и другие.

## Классификация
Военная энциклопедия Сытина приводит следующую классификацию морских сражений по количеству формирований и видам применяемого в них оружия:
- Одиночный бой.
- Эскадренный бой.
- Ракетный бой — современный вид боя (иногда с использованием палубной авиации, вооружённой ракетами класса «воздух-корабль»), который, как правило, начинается и заканчиваются задолго до того, как противники входят в зону визуального контакта, поскольку нанесение ракетных ударов возможно по приборам без непосредственного наблюдения цели.
- Артиллерийский бой — наиболее общий и распространённый вид боя, так как начиная со средних веков и вплоть до середины XX века корабельная артиллерия являлась главным оружием военно-морского флота. По мере сближения противников, входящих в зону действия других родов оружия, бой может перейти в смешанный, когда противоборствующие стороны, не прекращая действия артиллерии, пускают в ход минные и торпедные аппараты, а также другие виды оружия.
- Торпедный бой может иметь место лишь между специальными минными судами, вооружёнными только торпедами (включая подводные лодки) или кораблями, главное оружие которых составляют торпеды (таковыми могут являться торпедные катера и эсминцы), например, при случайной встрече или контратаке этих судов. Торпедно-минное сражение может сопровождаться действием артиллерии и быстро перейти в смешанный.
- Таранный бой, вследствие наличия на каждом корабле дальнобойного и совершенного оружия, почти полностью потерял своё значение в современной боевой обстановке, так как противник, желая нанести удар тараном, вынужденно ставит свой корабль в невыгодные условия, давая противнику нанести непоправимый ущерб своему судну задолго до того, как сумеет достигнуть вражеское. Однако в эпоху парусно-гребного флота таран довольно продолжительное время являлся значимым оружием в морских сражениях. Нередко за ударом тарана следовал абордаж, после которого бой, как и в предыдущих случаях, становился смешанным.
- Абордажный бой — бой, при котором команда корабля, вооружённая ручным оружием (холодным или огнестрельным), после тарана высаживается на вражеское судно. Такая атака называется «взятием на абордаж».
- Смешанный бой — бой, который совмещает два и более описанных выше видов боя.

Морские сражения, в зависимости от количества формирований и размеров охватываемой территории, могут быть:
- оперативными;
- стратегическими[источник не указан 604 дня].

Морские сражения, в зависимости от целей, могут быть:
- наступательными
- оборонительными;
- встречными.